# Carl Medzsani
Carl Medzsani (arabul: كارل مدجاني) (Lyon, 1985. május 15. –) francia születésű algériai labdarúgó, aki védőként játszik. Jelenleg a Trabzonspor és az algériai labdarúgó-válogatott játékosa.

## Statisztika

### Válogatott
(2014. július 11. szerint)
| Válogatott | Szezon   | Mérkőzés | Gól |
| ---------- | -------- | -------- | --- |
| Algéria    | 2009–10  | 0        | 0   |
| Algéria    | 2010–11  | 6        | 0   |
| Algéria    | 2011–12  | 13       | 1   |
| Algéria    | 2012–13  | 4        | 0   |
| Algéria    | 2013–14  | 6        | 0   |
| Összesen   | Összesen | 29       | 1   |

### Góljai a válogatottban
|   | Időpont           | Helyszín                                   | Ellenfél     | Gólok | Eredmény | Kiírás                                     |
| - | ----------------- | ------------------------------------------ | ------------ | ----- | -------- | ------------------------------------------ |
| 1 | 2013. október 13. | Stade du 4-Août, Ouagadougou, Burkina Faso | Burkina Faso | 2-2   | 2-3      | 2014-es labdarúgó-világbajnokság-selejtező |

## Sikerei, díjai

### Klub
- AS Monaco:
  - Ligue 2: 2012–13

### Válogatott
- Franciaország U17:
  - U17-es labdarúgó-Európa-bajnokság döntős: 2002
- Franciaország U21:
  - Toulon Tournament győztes: 2005, 2006